# Volejbol'nyj klub Belogor'e 2016-2017
Questa voce raccoglie le informazioni riguardanti il Volejbol'nyj klub Belogor'e' nelle competizioni ufficiali della stagione 2016-2017.

## Organigramma societario
Area direttiva
- Presidente: Gennadij Šipulin

Area tecnica
- Allenatore: Gennadij Šipulin
- Allenatore in seconda: Aleksandr Bogomolov, Aleksandr Kosarev

## Rosa
| N° | Nome                | Ruolo | Data di nascita   | Nazionalità sportiva |
| -- | ------------------- | ----- | ----------------- | -------------------- |
| 1  | Dmytro Teremenko    | C     | 1º febbraio 1987  | Ucraina              |
| 2  | Aleksej Območaev    | L     | 22 maggio 1989    | Russia               |
| 3  | Anton Fomenko       | S     | 18 ottobre 1987   | Russia               |
| 4  | Taras Chtej         | S     | 22 maggio 1982    | Russia               |
| 5  | Roman Martynjuk     | L     | 13 aprile 1987    | Russia               |
| 7  | Artem Smoljar       | C     | 4 febbraio 1985   | Russia               |
| 9  | Jaroslav Podlesnijč | S     | 3 settembre 1994  | Russia               |
| 10 | Roman Danilov       | O     | 4 gennaio 1985    | Russia               |
| 11 | Roman Porošin       | P     | 28 febbraio 1995  | Russia               |
| 12 | German Snegirev     | C     | 11 agosto 1996    | Russia               |
| 13 | Dmitrij Muserskij   | C     | 29 ottobre 1988   | Russia               |
| 14 | Marlon Yared        | P     | 27 luglio 1977    | Brasile              |
| 15 | Grigorij Dragunov   | L     | 16 luglio 1992    | Russia               |
| 16 | Sergej Bagrej       | P     | 18 agosto 1987    | Russia               |
| 17 | Maksim Žigalov      | O     | 26 luglio 1989    | Russia               |
| 18 | Jan Jereščenko      | S     | 6 aprile 1990     | Ucraina              |
| 20 | Dmitrij Kovyryaev   | L     | 6 aprile 1989     | Russia               |
| 88 | Sergej Tetjuchin    | S     | 23 settembre 1975 | Russia               |